# 광양구

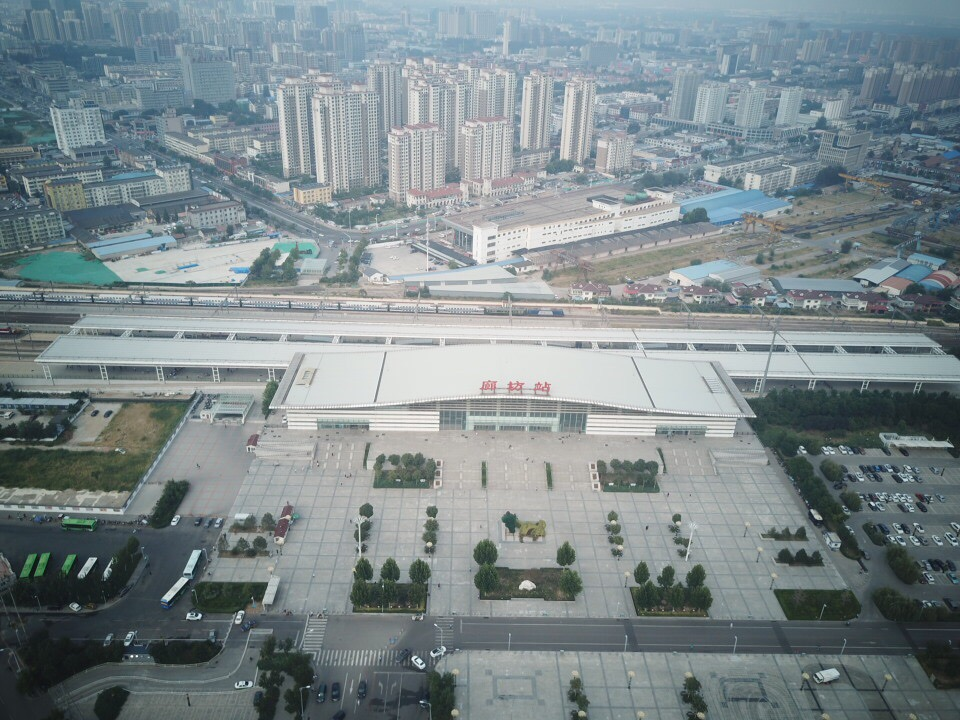

광양구(한국어: 광양구, 중국어: 广阳区, 병음: Guǎngyáng Qū)는 중국 허베이성 랑팡시의 행정구역이다. 넓이는 313km2이고, 인구는 2007년 기준으로 440,000명이다.
베이징 다싱 국제공항이 이 곳에 약간 걸쳐 있다.

## 행정 구역
5개 가도, 3개 진, 1개 향을 관할한다.
- 가도: 银河北路街道, 爱民东道街道, 解放道街道, 新开路街道, 新源道街道.
- 진: 南尖塔镇, 万庄镇, 九州镇.
- 향: 北旺乡.